# Horace Engdahl
Horace Engdahl (Karlskrona, 30 de dezembro de 1948) é um escritor e crítico literário sueco, membro da Academia Sueca, da qual foi secretário permanente no período 1999-2009.

## Academia Sueca
Horace Engdahl ocupa a cadeira 17 da Academia Sueca, para a qual foi eleito em 1997.

Foi secretário permanente da academia de 1999 a 2009.

## Obras
- Den romantiska texten (1986)
- Minnets svanar (1988)
- Stilen och lyckan (1992)
- Beröringens ABC (1994)
- Stagnelius Kärleken (1996)
- Meteorer (1999)